# Shuangtang, Tianjin
Shuangtang (kinesiska: 双塘, 双塘镇) är en köping i Kina. Den ligger i storstadsområdet Tianjin, i den norra delen av landet, omkring 37 kilometer sydväst om stadens centrum. Antalet invånare är 16 656. Befolkningen består av 7 452 kvinnor och 9 204 män. Barn under 15 år utgör 16,0 %, vuxna 15-64 år 76 %, och äldre över 65 år 7,0 %.